# Fortunatus Fip Ricard
Fortunatus „Fip“ Ricard (auch „Flip“ Ricard, eigentlich Fortunatase Paul Ricard, * 4. April 1923 in Chicago; † 26. April 1996 in Inglewood) war ein US-amerikanischer Jazztrompeter.

## Leben und Wirken
Ricard besuchte die Doolittle Elementary School und die Wendell Phillips High School; anschließend studierte er Humanwissenschaften an der Roosevelt University. Zu Beginn seiner Karriere spielte er bei Andy Kirk and His Orchestra, mit dem Ende 1946 in New York für Decca erste Aufnahmen entstanden („Now You Tell Me“, mit Joe Williams). In Chicago arbeitete er in den späten 1940er-Jahren u. a. mit Rhythm-&-Blues- und Jazzmusikern wie Buster Bennett and His Band, der auch Wild Bill Davis und Israel Crosby angehörten, ab 1949 im Orchester von Red Saunders. In den 1950er-Jahren wirkte er u. a. bei Aufnahmen von Edward „Gates“ White, Red Saunders, Joe Williams („Hey! Bartender, Give That Man a Drink“) und Mabel Scott  mit; Ende des Jahrzehnts auch mit Porter Kilbert, Dinah Washington, Eddie Chamblee, James Moody (Last Train from Overbrook), Illinois Jacquet (Illinois Jacquet Flies Again, 1959) und Big Joe Turner. Anfang der 1960er-Jahre spielte er in seiner Heimatstadt bei Junie C. Cobb and His New Hometown Band und im Orchester von Bobby Bryant.
Von 1962 bis 1964 gehörte Ricard dem Count Basie Orchestra an (in dem er Snooky Young ersetzte), zu hören auf den Verve-Alben On My Way & Shoutin’’ Again und  Li’l Ol’ Groovemaker... Basie!. Ricard war bei Basie auch an dessen Aufnahmen mit Frank Sinatra und Ella Fitzgerald beteiligt und trat mit dem Orchester 1962 und 1964 auf dem Newport Jazz Festival auf. Im Bereich des Jazz listet ihn Tom Lord zwischen 1946 und 1965 bei 51 Aufnahmesessions. In seinen späteren Jahren war er für 23 Jahre in der Begleitband des Sängers und Entertainers Sammy Davis, Jr. beschäftigt und fungierte auch als dessen Orchesterleiter. Er starb mit 72 Jahren an den Folgen eines Herzinfarkts im Daniel Freeman Hospital in Inglewood nahe Los Angeles.